# اوا کشیژفسکا
اِوا کشیژفسکا (لهستانی: Ewa Krzyżewska؛ ‏ Polish: [kʂɨˈʐɛfska]؛ ‏ ۷ فوریهٔ ۱۹۳۹ – ۳۰ ژوئیهٔ ۲۰۰۳) بازیگر اهل لهستان بود. او بین سال‌های ۱۹۵۸ تا ۱۹۷۳ در بیست فیلم بازی کرد که از میان آن‌ها می‌توان به دارکوب، چقدر دور، چقدر نزدیک، طریق هستی، خاکستر و الماس و فرعون اشاره نمود.